# South of Heaven
South of Heaven è il quarto album in studio del gruppo musicale statunitense Slayer, pubblicato il 5 luglio 1988 dalla Def Jam Recordings.

## Descrizione
Dopo il successo avuto con Reign in Blood, pubblicato due anni prima, gli Slayer danno vita ad un disco meno brutale rispetto al precedente lavoro. South of Heaven mostra un rallentamento del ritmo dei brani e l'aggiunta di uno sprazzo di melodia, mantenendo, comunque, un sound decisamente incisivo. Alla composizione dei brani dà un importante contributo anche il cantante e bassista Tom Araya.
L'album ottenne un buon successo negli Stati Uniti d'America, dove fu certificato disco d'oro per le oltre 500 000 copie vendute.
L'omonima South of Heaven rende l'idea di come il sound degli Slayer si sia evoluto, per via della sua introduzione melodica e sinistra. La seguente Silent Scream riporta gli Slayer verso il loro classico sound. Behind the Crooked Cross è una delle tante canzoni finite sul "banco degli imputati" per inneggio al nazismo ("crooked cross" significa "croce uncinata", simbolo della dittatura di Adolf Hitler), anche se certi, leggendo il testo, hanno dedotto che gli Slayer ripudiano fortemente quell'ideologia. Il testo parla di alcuni soldati tedeschi che iniziano a sentire il rimorso dei crimini che stanno commettendo. Il testo di Mandatory Suicide elenca le tragedie e gli orrori che porta la guerra; la sua introduzione fu campionata dal rapper Lil Jon nel suo brano Stop Fuckin' wit Me, presente in Crunk Juice.
L'introduzione del brano Ghosts of War presenta la stessa parte ritmica del finale di Chemical Warfare, tratto dall'EP Haunting the Chapel, mentre il successivo Read Between the Lies è un duro attacco nei confronti dei falsi predicatori della Chiesa. Nell'album è inoltre presente una reinterpretazione di Dissident Aggressor, originariamente composto dai Judas Priest.
Nel giugno del 2017 la rivista Rolling Stone ha collocato l'album alla quarantasettesima posizione dei 100 migliori album metal di tutti i tempi.

## Tracce
1. South of Heaven – 5:01 (testo: Tom Araya – musica: Jeff Hanneman)
2. Silent Scream – 3:05 (testo: Tom Araya – musica: Jeff Hanneman, Kerry King)
3. Live Undead – 3:50 (testo: Tom Araya, Kerry King – musica: Jeff Hanneman)
4. Behind the Crooked Cross – 3:15 (Jeff Hanneman)
5. Mandatory Suicide – 4:05 (testo: Tom Araya – musica: Jeff Hanneman, Kerry King)
6. Ghosts of War – 3:53 (testo: Kerry King – musica: Jeff Hanneman, Kerry King)
7. Read Between the Lies – 3:20 (testo: Tom Araya, Kerry King – musica: Jeff Hanneman)
8. Cleanse the Soul – 3:02 (testo: Tom Araya, Kerry King – musica: Jeff Hanneman)
9. Dissident Aggressor – 2:35 (Rob Halford) – originariamente interpretata dai Judas Priest
10. Spill the Blood – 4:50 (Jeff Hanneman)

## Formazione
- Tom Araya – voce, basso
- Jeff Hanneman – chitarra
- Kerry King – chitarra
- Dave Lombardo – batteria

## Classifiche
| Classifica (1988-2021) | Posizione massima |
| ---------------------- | ----------------- |
| Canada                 | 89                |
| Finlandia              | 11                |
| Germania               | 23                |
| Grecia                 | 17                |
| Paesi Bassi            | 31                |
| Regno Unito            | 25                |
| Stati Uniti            | 57                |
| Svezia                 | 50                |